# 塚本明里
塚本 明里（つかもと あかり、1990年2月17日 - ）は、岐阜県を中心に活動するモデル、タレント。筋痛性脳脊髄炎、脳脊髄液減少症、線維筋痛症の三つの病気を患っている。そのうちの一つである筋痛性脳脊髄炎患者会「笑顔の花びら集めたい」の代表も務める。岐阜県可児市出身。

## 三つの病気
岐阜県立東濃実業高校の2年生であった2006年5月、試験中に急に視界が白くぼやけ、頭痛と高熱にも襲われた。医師には風邪と診断されるが、その後も体調不良は続いた。さらに、高校3年生の夏ごろには体中が締め付けられる痛みにも襲われるようになった。「風邪でもそうなる」と医師に言われ、説明している症状を信じてもらえないと感じることもあったが診察を受け続け、ようやく2007年10月に16人目の医師によって筋痛性脳脊髄炎と線維筋痛症であると診断された。高校に診断書を提出すると、高校側が専用の学習室を用意する。そこで自習を行う形で勉強を重ね、高校を卒業した。志望大学に合格するも講義を受けられる健康状態になかったためやむを得ず休学、後に一度も通学することなく退学する。
2013年に再検査をした結果、脳脊髄液減少症であることも判明した。その後2017年までの4年間に5回「ブラッドパッチ」と呼ばれる治療を行なった。
2019年、ザ!世界仰天ニュースにて自身の症状などが特集され、スタジオにも出演した。
2019年には岐阜県ヘルプマーク普及啓発大使に任命され、研修会などの講演や、岐阜大学のゲスト講師としてヘルプマークの普及啓発を目的とした授業を行なっている。また、疾患やヘルプマークへのこれらの啓発活動に対し、2020年度の人権大賞にも選出された。さらに、2020年に可児市の障がい者計画策定委員に任命された。

### 筋痛性脳脊髄炎患者会「笑顔の花びら集めたい」
塚本は2012年に、筋痛性脳脊髄炎の正しい理解と問題を啓発するため、患者会「笑顔の花びら集めたい」を立ち上げた。「慢性疲労と付くせいで『休めば治る』と思われがち。多くの患者が偏見を受けている」と慢性疲労症候群からの変更を求めているほか、毎年、筋痛性脳脊髄炎の世界啓発デーである5月12日前後に啓発イベントを行なっている。世界的に行われてる啓発カラーの青色を使った情報発信の他に、症状の疑似体験や、青色の写真を使ったモザイクアート、塚本の写真を使ったラッピングトラックなど、独自の方法でも啓発活動を行なっている。

## モデル・タレント活動

### モデル
大学を休学し自学療養を行っていた頃に、無料写真誌である岐阜美少女図鑑のモデルに応募。これに採用され、活動を開始する。その後ミスユニバースへの応募を機に岐阜美少女図鑑を卒業。2018年のミス・ユニバース・ジャパンでは岐阜WEB賞を受賞している。現在も、地元の広報誌などを中心にモデル活動を行なっている。

### やなな広報
美少女図鑑のモデルをきっかけに、岐阜のまちづくり団体であるひとひとの会の代表・佐藤徳昭にスカウトされ、ひとひとの会がプロモーションを行なっていた柳ヶ瀬商店街の非公式キャラクター・やななの広報を2011年4月から務めるようになる。2019年に発売された、やななをモデルにした小説『奇跡は段ボールの中に』の取材にも協力しており、該当書籍に写真が掲載されている。またこの書籍の日本ど真ん中書店大賞授賞式典に参加、岐阜市長柴橋正直に受賞報告を行った。

### ご当地タレント
やななの引退後は、ひとひとの会と、佐藤が立ち上げたタレント事務所のラデッキに所属し、ご当地タレントとして活動した。2021年時点では、岐阜大学のゲスト講師や母校である東濃実業高校の非常勤講師、地元である岐阜県可児市のふるさと広報大使・Kanisuki若者プロジェクト推進局名誉局長、可児警察署の一日署長などを務めていた。また、地元にゆかりのある著名人として2020年東京オリンピックの聖火ランナーに選ばれた。2022年7月30日に、ひとひとの会とラデッキ株式会社を卒業した。ラデッキ所属のやながせゆっこは次兄の妻であり、義姉にあたる。2023年11月22日、一般人男性と入籍。

## 出演

### 特集番組
- ナビゲーション「痛くても笑顔で」（NHK岐阜、2011年7月10日/NHK名古屋、2011年8月22日）
- HOPE for tomorrow〜感謝を伝える3分間〜（テレビ東京、2014年2月5日）
- 希望の地図の描き方（CBC、2014年8月23日/BS-TBS、2014年8月30日）
- ザ!世界仰天ニュース（日本テレビ、2019年9月17日）
- 生きるを伝える（テレビ東京、2021年3月13日）

### 報道番組
- NEWS ZERO（桐谷美玲 my generation）（日本テレビ、2013年12月10日）
- スーパーニュース（フジテレビ/東海テレビ）
- キャッチ!（中京テレビ）
- UP!（メ～テレ）
- NEWS 5 PLUS（ぎふチャン）

### その他
- 24時間テレビ（日本テレビ、2013年8月25日、2017年8月26日・27日）

### ラジオ
- 可児市ふるさと広報大使 塚本明里のあかりぃ話♪（FMらら）
- Gラジ（FMわっち）
- ゆっこ学園 月曜なのに金パーソン（ぎふチャンラジオ）